# História evolutiva dos lémures

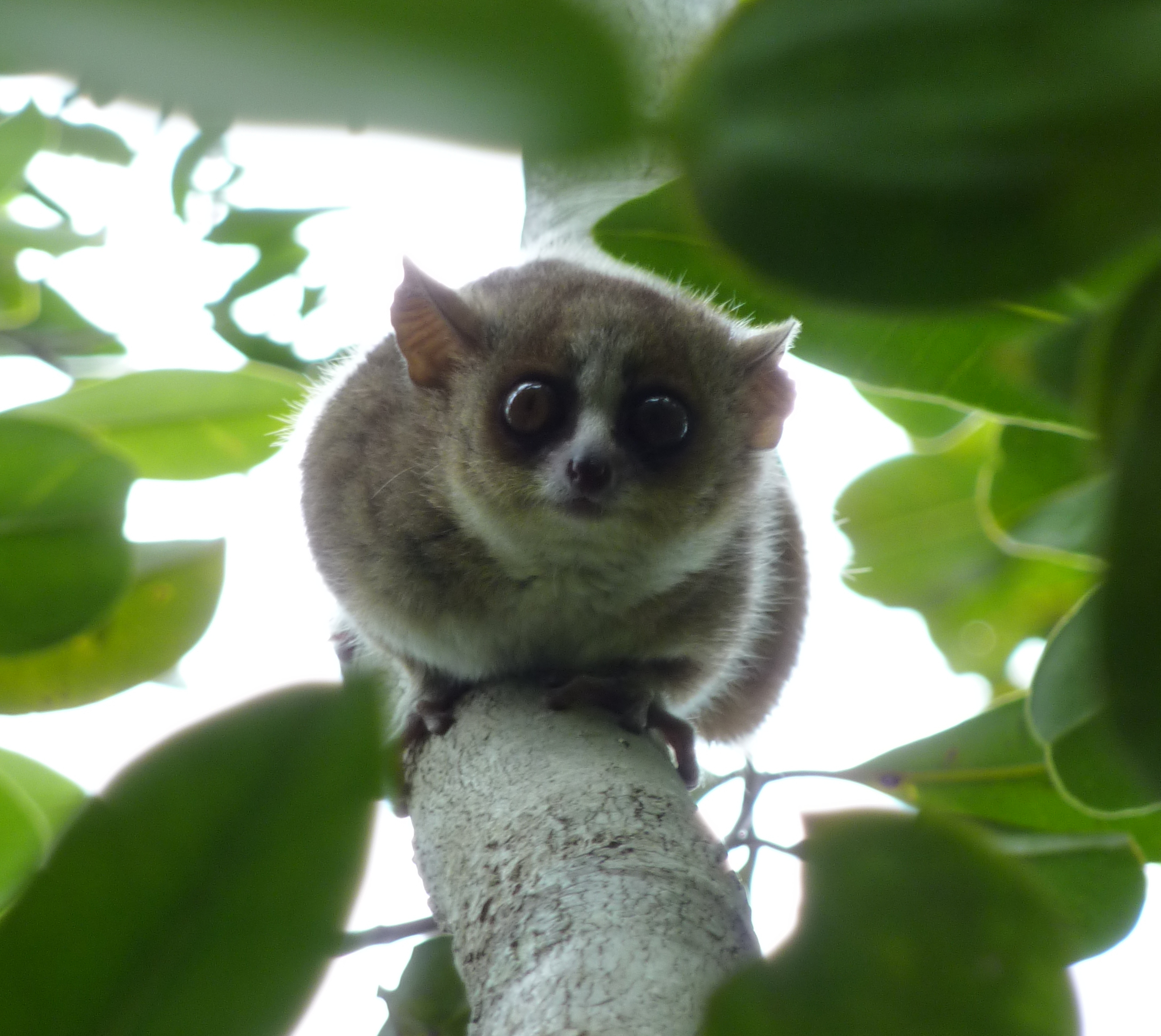
Lémures do género Microcebus, que são os primatas mais pequenos do mundo, evoluíram em paralelo com outros lémures, na ilha de Madagáscar

A história evolutiva dos lémures (português europeu) ou lêmures (português brasileiro) ocorreu em isolamento de outros primatas, na ilha de Madagáscar, durante pelo menos 40 milhões de anos. Os lémures são primatas prossímios que pertencem à subordem Strepsirrhini, que se separou dos outros primatas há menos de 63 milhões de anos. Partilham algumas características com os primatas mais basais e por tal são muitas vezes confundidos como sendo ancestrais aos primatas mais evoluídos incluindo os humanos. Pelo contrário, apenas meramente se assemelham com primatas ancestrais.
Pensa-se que os lémures tenham evoluído durante o Eocénico ou mais cedo, partilhando um ancestral comum mais próximo com os lorisiformes. fósseis em África e testes com uso de DNA nuclear sugerem que os lémures fizeram o seu caminho até Madagáscar há entre 40 e 52 milhões de anos. Pensa-se que uma população ancestral de lémures tenha inadvertidamente chegado à ilha através de dispersão do tipo rafting, através de uma porção de vegetação flutuante. As hipóteses de ponte terrestre e migração de ilha em ilha também foram propostas. A altura e número de colonizações hipotéticas têm tradicionalmente articulado com as afinidades filogenéticas do aie-aie (Daubentonia madagascarienses), o membro mais basal do clade dos lémures.
Tendo sofrido a sua evolução independente em Madagáscar, os lémures diversificaram-se e preencheram muitos nichos ecológicos normalmente ocupados por outros tipos de mamíferos. Os lémures incluem os mais pequenos primatas do mundo, tendo antigamente também possuído alguns dos maiores. Desde a chegada dos seres humanos, há cerca de dois mil anos, eles estão restritos a apenas 10% da ilha, ou aproximadamente 60 mil quilómetros quadrados. Muitos deles estão ameaçados de extinção. Por esta razão, pesquisadores têm tentado identificar e estudar cada espécie. Nos últimos 10 a 20 anos, têm havido um crescimento acentuado no número de espécies e subespécies de lémures reconhecidas, quer através de descoberta de novas espécies quer à elevação de subespécies ao estatuto de espécie. Actualmente existem cerca de 100 ou mais espécies e subespécies reconhecidas de lémures extantes, divididas em cinco famílias e 15 géneros. Se os lémures subfósseis estiverem incluídos, seriam contadas mais três famílias, oito géneros e 17 espécies. O recente aumento no número de espécies é devido a análises genéticas melhoradas e à incentivo conservacionista com vista a encorajar a protecção de populações de lémures isoladas e distintas. Nem toda a comunidade científica apoia estas mudanças taxonómicas, com alguns a preferirem estimar o número de espécies em 50.

## História evolutiva
Os lémures são primatas prossímios que pertencem à subordem Strepsirrhini. Tal como outros primatas estrepsirrinos como os loríneo, os pottos e os galagonídeo, partilham características ancestrais com os os primatas primitivos. Neste aspecto, os lémures são popularmente confundidos com primatas ancestrais; no entanto, os lémures não deram origem a primatas mais evoluídos, mas desenvolveram-se independentemente em Madagáscar.
Os primatas evoluíram primeiramente num tempo entre o Cretácico Médio e o Paleocénico Inferior, no supercontinente da Laurásia ou na África. De acordo com estudos que usaram relógios moleculares, o último ancestral comum de todos os primatas é datado de cerca de 79,6 milhões de anos, apesar de os  fósseis de primatas mais antigos que se conhecem datarem de apenas 54 a 55 milhões de anos. Os parentes mais próximos dos primatas são os extintos plesiadapiformes, o modernos colugos (incorrectamente denominados lémures-voadores) e os escadentes. Alguns dos verdadeiros primatas mais antigos conhecidos são representados nos grupos fósseis dos Omomyidae, Eosimiidae e Adapiformes.